# Эрьясетер, Сондре
Сондре Холмлунн Эрьясетер (норв. Sondre Holmlund Ørjasæter; род. 28 ноября 2003, Осло) — норвежский футболист, вингер клуба «Твенте».

## Клубная карьера
Эрьясетер — воспитанник клубов «Люн», «Корсволл» и «Стрюн». В 2021 году игрок дебютировал за основной состав последних. В своём дебютном сезоне Сондре забил 10 голов в 10 матчах. В 2022 году Эрьясетер перешёл в «Согндал». 4 апреля в матче против «Рёуфосса» он дебютировал в Первой лиге Норвегии. 30 июня в поединке Кубка Норвегии против КФЮМа Сондре забил свой первый гол за «Согндал». В 2024 году Эрьясетер подписал контракт с клубом «Сарпсборг 08». В матче против «Викинга» он дебютировал в Типпелиге. 28 апреля в поединке против «Тромсё» Сондре забил свой первый гол за «Сарпсборг 08».
Летом 2025 года Эрьясетер подписал контракт с нидерландским «Твенте».